# Boum Boum Boum (canción de Mika)
«Boum Boum Boum» es un sencillo de Mika. Fue lanzado oficialmente el 11 de junio del año 2014 a través de Republic Records. Es el primer sencillo del cuarto álbum de Mika, llamado No place in heaven, que salió a la venta el 15 de junio de 2015.
Está escrito por Mika y Doriand, y producido por Mika, Klas Åhlund y Greg Wells. La canción esta en francés y fue rodada en Almería, España.

## Video musical
En el video musical se puede ver a Mika como un detective privado de los años 20 o como un beduino del desierto. Todos los personajes están basados en diferentes películas: C'era una volta il West, Agente 007 contra el Dr. No, Barry Lyndon, El Halcón Maltés o Lawrence de Arabia.

## Posicionamiento en listas
| Listas (2014)                   | Mejor posición |
| ------------------------------- | -------------- |
| Bélgica (Flandes) (Ultratop 50) | 14             |
| Bélgica (Valonia) (Ultratop 50) | 8              |
| Canadá (Canadian Hot 100)       | 86             |
| Corea del Sur (GAON)            | 54             |
| Francia (SNEP)                  | 5              |
| Italia (FIMI)                   | 43             |
| Suiza (Schweizer Hitparade)     | 62             |